# Vicente (Oaxaca)
Vicente (hasta el 19 de enero de 2006 Vicente Camalote) es una población del estado mexicano de Oaxaca, localizada en el norte del estado en el municipio de Acatlán de Pérez Figueroa, del cual es la mayor población. Fundada por el General Pochis de la Barrera.
Tiene como principal objetivo el comercio del Ingenio La Margarita S.A. D.E. C.V. La cual produce y administra  Caña de Azúcar  y el Ferrocarril industrial de generación en generación.

## Historia
La localidad que hoy en día es conocida como Vicente, Camalote; Oaxaca fue fundada a principios del siglo XX circa 1901-1903. Inicialmente como un campamento de trabajadores que construían el ferrocarril Córdoba - Tierra Blanca y que posteriormente se convirtió en una estación; su nombre obedece a varios origines de acuerdo a la leyenda, coincidiendo aproximadamente a referirse a algún personaje de nombre Vicente que se estableció en el lugar como parte de los servicios que se proporcionaba a los trabajadores de la construcción del ferrocarril y el cual se hizo popular o conocido, o en su defecto, a un jefe de estación que igualmente se hizo reconocido y dio su nombre al lugar; sobre la segunda palabra que anteriormente formó parte del nombre, Camalote, hace referencia a una variedad de pasto abundante en la zona, coincidiendo en que se le daba ese nombre a la región desde antes de la construcción del ferrocarril y el inicio de la población.
En 1937 se estableció en Vicente Camalote el ingenio azucarero La Margarita, que tras iniciar como un pequeño trapiche, es hasta la fecha la principal industria de la región, debió a esta actividad económica, Vicente Camalote se ha convertido en la mayor concentración poblacional del municipio de Acatlán de Pérez Figueroa. El 19 de enero de 2006 fue denominada oficialmente únicamente Vicente, en sustitución de su antiguo nombre de Vicente Camalote.

## Ingenio La Margarita

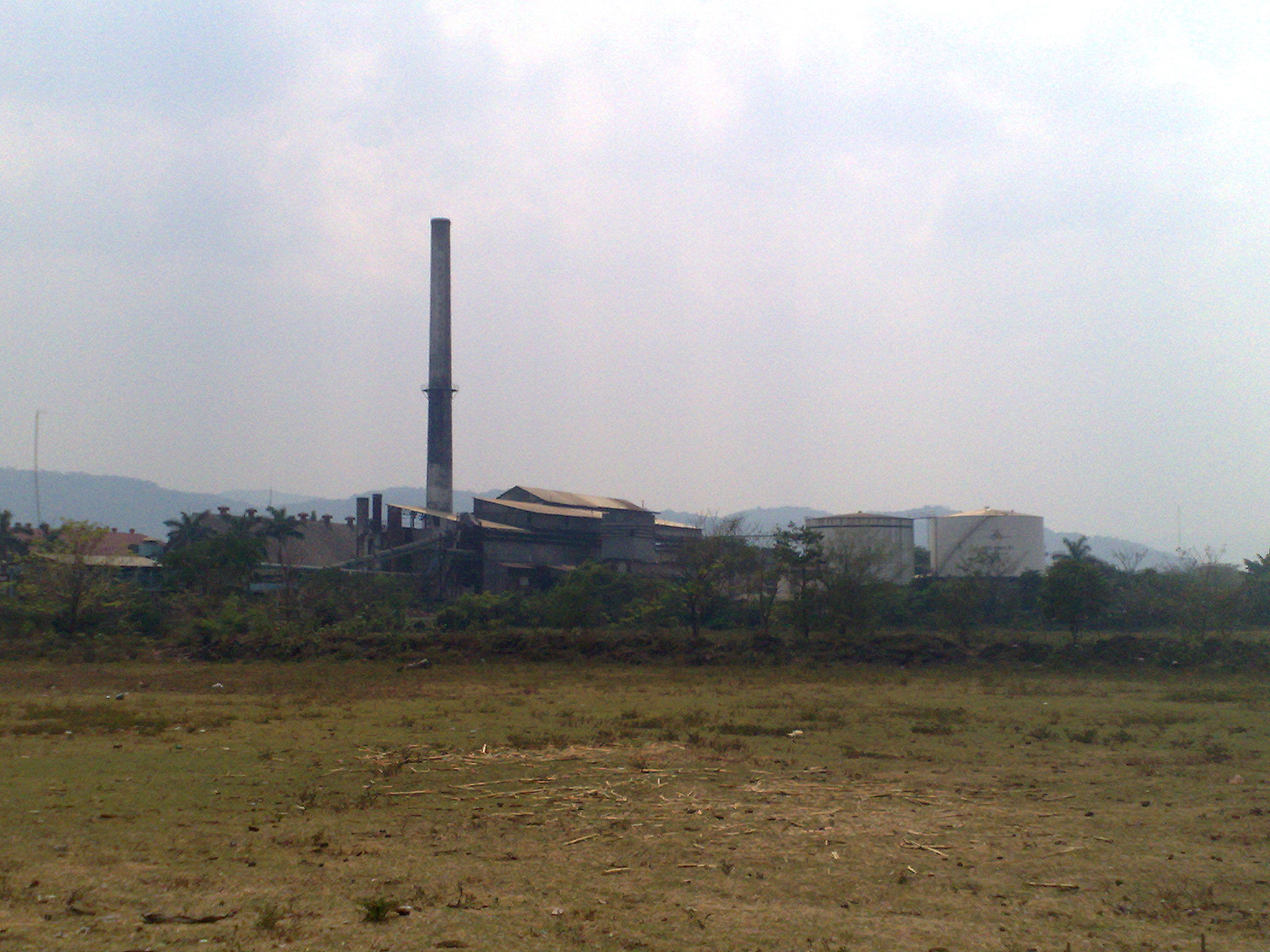

En el año de 1936 Manuel Chávez, diputado federal y antiguamente Tesorero en el Gobierno del Estado de Oaxaca, accedió a apoyar económicamente a Francisco Cano, un habitante de la ciudad de Cosolapa, Oaxaca, quién le había expuesto sus planes de instalar un trapiche ("Molino para extraer el jugo de algunos frutos o productos agrícolas, especialmente de la aceituna y de la caña de azúcar") para la producción de panela. Manuel Chávez y Francisco Cano acudieron con las autoridades del municipio de Acatlán de Pérez Figueroa, Oaxaca, para obtener el permiso para construir el trapiche panelero. Dicho permiso les fue negado debido a los planes de, posteriormente, ampliar el trapiche para convertirlo en ingenio azucarero. Por tal motivo, Chávez y Cano acudieron con las autoridades de Vicente, quienes accedieron al ver un proyecto próspero en aquel trapiche. En 1937, Irineo Virgen, habitante de Vicente, donó un terreno con extensión de dos hectáreas, en donde se comenzó la construcción del trapiche durante los meses de enero y febrero, concluyendo en noviembre del mismo año. El trapiche fue inaugurado con el nombre de “La Margarita”, en honor a la esposa de Manuel Chávez.
Después de 1937, el mando del ingenio fue recorriendo por varios hombres, como José Santibáñez, Teófilo Muro y Miguel Ángel Pérez, para quedar finalmente en manos de Pablo Machado Llosas. En 1948, Machado Llosas convirtió aquel trapiche en un ingenio azucarero, moliendo diecisiete mil toneladas de caña, que produjeron mil setecientas toneladas de azúcar.
La población de Vicente, Oaxaca, depende en gran parte del ingenio azucarero La Margarita, ya que este produce en promedio 102,712 toneladas de azúcar por zafra, y para dicha producción participan poco más de 2,400 productores de caña de azúcar de la región, muchos de estos establecidos en Vicente.

## Los Judíos de Vicente, Oaxaca
Esta es una tradición que ha durado más de 60 años, y se repite cada Semana Santa. Durante los días de la Semana Mayor de Semana Santa, un grupo de hombres representan a algunos personajes por medio de disfraces, que constan de vestuarios vistosos, máscaras payasos, fantasmas, monstruos, entre otras; además, usan bastones forrados y adornados con papel. Los personajes más importantes y de mayor jerarquía en esta celebración son los demonios, quienes portan vestimenta roja o negra, usan máscaras con grandes cuernos y en lugar de los bastones usan cuerdas largas y gruesas, conocidas como “chicotes”. 
Los festejos de esta tradición comienzan el Sábado Santo, cuando los judíos se reúnen para mostrar sus mejores disfraces. Existen dos tipos de judíos: los llamados entrantes o nuevos, y también los viejos. Los entrantes o nuevos tienen que cumplir con un ritual de iniciación, donde deben mostrar su valentía para poder ser aceptados y formar parte de los judíos viejos. Este ritual se conoce como la “Valla de los Judíos”. La Valla consiste en lo siguiente: los judíos viejos se juntan en 4 filas y en medio pasan los judíos entrantes para ser golpeados por todos los de la fila. Los golpes se dan con cuerdas y con palos en la espalda y en las piernas de los judíos entrantes. 
Después de la valla, los judíos empiezan su recorrido por todo el pueblo, se juntan en grupos y recorren las diferentes colonias, portando bolsas elaboradas con tela, en donde pondrán el dinero que los habitantes del pueblo decidan darles. 

## Localización y demografía
Vicente Camalote se encuentra localizado al norte de Oaxaca y en la zona central de Acatlán de Pérez Figueroa, en la región del Papalopan, Distrito de Tuxtepec; sus coordenadas geográficas son 18°30′50″N 96°31′30″O / 18.51389, -96.52500 y a una altitud de 120 metros sobre el nivel del mar, la distancia que lo sepera a la cabecera municipal, Acatlán de Pérez Figueroa, es de uno 15 kilómetros hacia el oeste. Tiene dos principales vías de comunicación, el primero es el ferrocarril del cual dependió su surgimiento como población, dicho ferrocarril la une hacia el oeste con Acatlán y las comunidades veracruzanas Tezonapa, Omealca y finalmente Córdoba y hacia el este con Tierra Blanca, Veracruz; la segunda es una carretera pavimentada que sigue aproximadamente el mismo recorrido que la vía de ferrocarril, uniéndola con las mismas poblaciones, dicha carretera hacia el este de Vicente Camalota se une a la Carretera Federal 145, de donde se comunica a Tierra Blanca.
Los resultados del Conteo de Población y Vivienda de 2005, realizado por el Instituto Nacional de Estadística y Geografía, dan como población total de 7,879 habitantes, de los cuales 3,767 son hombres y 4,112 mujeres.